# Da Vinci (restaurant)
Da Vinci is een Nederlands restaurant gevestigd in Maasbracht.
De chef-kok van Da Vinci, Margo Reuten, serveert streekgerechten, gerechten uit de Franse keuken en klassieke gerechten. Da Vinci heeft een capaciteit van 60 couverts. In 1999 verkreeg Da Vinci de eerste Michelinster en in 2008 de tweede ster. In 2018 verloor het restaurant zijn tweede ster.